# Clube Atlético Mineiro
El Clube Atlético Mineiro, conocido popularmente como Atlético Mineiro y cuyo acrónimo es CAM, es un club deportivo de Belo Horizonte, capital del Estado de Minas Gerais, Brasil. Fundado en 25 de marzo de 1908 por un grupo de estudiantes, y tiene como sus tradicionales colores el blanco y negro. Su símbolo y más popular apodo es el Gallo (galo), mascota oficial a finales del 1930. De acuerdo con BDO RCS Auditores Independientes, la marca de Atlético es el noveno valor más alto entre los clubes de Brasil y el segundo de Minas Gerais, superando los 357 millones de reales. El Atlético Mineiro tiene su propio estadio el Arena MRV, con una capacidad de 47.465 espectadores, siendo este uno de los estadios más modernos de Brasil.
Si bien el club tiene historia en otros deportes, el reconocimiento y sus principales logros deportivos los ha conseguido en el fútbol. El Atlético se ha consagrado campeón del Campeonato Mineiro en 49 ocasiones y del Brasileirão en tres oportunidades (1937, 1971 y 2021). Además, ha ganado cuatro copas nacionales oficiales: la Copa de Campeones (CBD), en 1978, la Copa de Brasil, en 2014 y 2021, y la Supercopa de Brasil 2022. A nivel internacional, tiene cuatro títulos oficiales: una Copa Libertadores de América, una Recopa Sudamericana y dos Copas Conmebol (torneo oficial precursor de la actual Copa Sudamericana).
Su máximo rival futbolístico es Cruzeiro, con quien disputa el Clásico Mineiro, una de las rivalidades futbolísticas más grandes de Brasil. También posee una fuerte rivalidad con el América Mineiro, al cual enfrenta en el Clássico Mineiro o Clássico das Multidões (Clásico de las multitudes).
Además de innumerables éxitos en el fútbol, entre los principales deportes a lo largo de la historia de Atlético, se destacan el voleibol donde el club es aún hoy, el segundo más grande campeón estadual (justo debajo del Minas Tênis Clube). El atletismo del club tuvo tres logros en la Carrera Internacional de San Silvestre, ganadas por João da Mata (1983) y Robert Cheruiyot (2007) en los hombres, y Alice Timbilili (2007) en la mujer. En fútbol sala, el Atlético Pax Minas a través de jugadores como Manoel Tobias y Falcão, dominó a Brasil y el mundo, ganando títulos como la Copa de Brasil en 1985, la Liga Brasileña en 1997 y 1999, y la Copa Intercontinental en 1998.

## Historia
La ciudad de Belo Horizonte fue construida en 1897 para ser la nueva capital del Estado de Minas Gerais, reemplazando a la antigua capital Ouro Preto. En 1903 llegó a la ciudad el académico Víctor Serpa, que había aprendido a jugar al fútbol cuando era estudiante en Suiza. Junto a otros compañeros, Serpa fundó al Sport Club Foot-Ball, primer club de la ciudad, y que tenía la misma filosofía elitista de otros clubes brasileños de la época.[cita requerida]

### Era amateur (1908-1933)

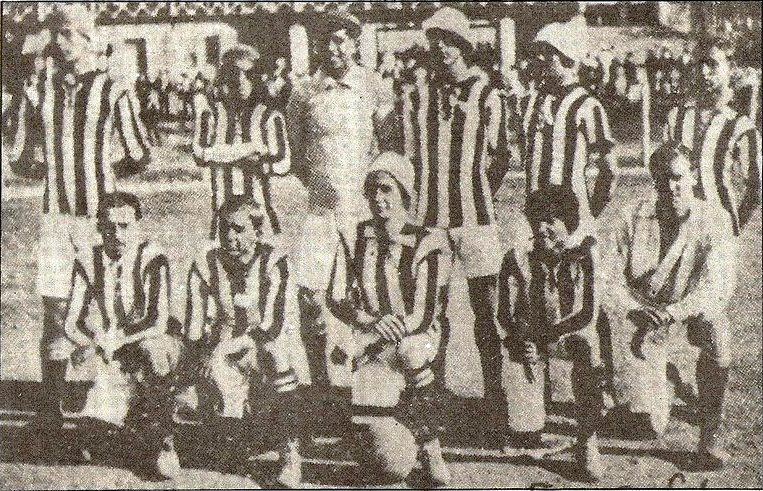
El Atlético campeón estadual de 1915.

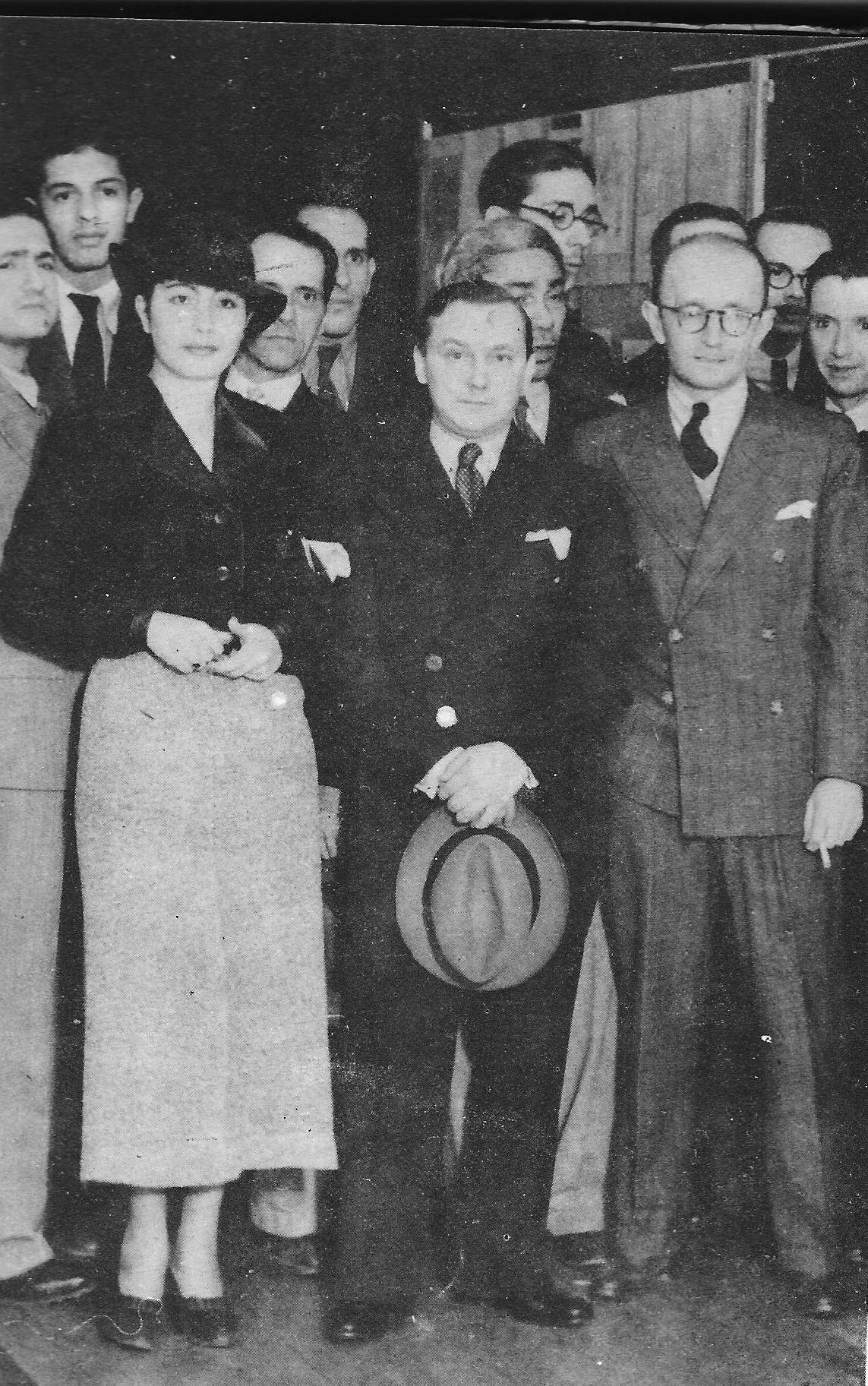
Aníbal Machado (lentes): Anotó el primer gol en la historia de Atlético.

El Clube Atlético Mineiro nació el 25 de marzo de 1908 como Atlético Mineiro Futebol Clube. Los fundadores fueron veintidós jóvenes de clase media, donde diez de ellos eran estudiantes, ocho funcionarios públicos, tres orfebres, un comerciante, un tipógrafo y un viajero, dos de ellos ingleses y un italiano. Casi un año después, el Atlético celebró su primer partido oficial: el 21 de marzo de 1909 ganó 3-0 al Sport Club Foot-Ball, el autor del primer gol fue Aníbal Machado, quien años más tarde se convertiría en uno de los grandes escritores de la literatura brasileña. Poco después, los jóvenes fundadores adoptaron el nombre de Clube Atlético Mineiro y el famoso uniforme actual, con rayas albinegras.

- Primera nómina del Atlético: Eurico, Mauro, Leônidas, Raúl, Mário Toledo, Hugo, Mário Neves, Aníbal Machado, Marginal, Zeca Alves y Benjamim.

En los primeros años, las actividades del Atlético fueron partidos amistosos a nivel municipal e inter-municipal. No fue sino hasta 1914 que se celebró la primera competición oficial de fútbol en Minas Gerais: la Taça Bueno Brandão, copa patrocinada por el gobernador Júlio Bueno Brandão. El campeonato se jugó en el sistema de puntos, con dos vueltas. Atlético ganó al Yale Athletic Club por 2-0, al América Mineiro de 3-0 y 1-0, empató con Yale Athletic Club 0-0 en el último partido y ganó a un combinado América/Yale de 2-0; por lo que el Atlético ganó su primer título oficial. Al año siguiente se celebró el primer Campeonato Mineiro en la historia, una vez más el campeón fue el Atlético. 

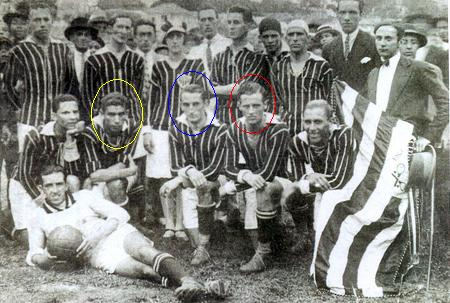
El Trío Maldito: Said, Jairo y Mário de Castro, en orden.

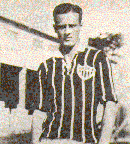
Mário de Castro: La principal figura del Trío Maldito.

Los dos grandes logros no representaron el comienzo de una hegemonía, sería el América el equipo dominante del fútbol local en los primeros años, ganando diez veces el Campeonato Mineiro, de 1916 a 1925. En ese momento, Atlético y América hacían el clásico de las multitudes, un enfrentamiento muy equilibrado durante décadas. Para romper el dominio del América, el Atlético esperaba por un héroe, y los aficionados creyeron haberlo encontrado cuando Mário de Castro lideró al equipo en ganar el primer doble en la historia del club en los años 1926 y 1927. En este último campeonato, el título se produjo después de una victoria de 9-2 sobre el Cruzeiro Esporte Clube, hasta la fecha, la mayor victoria del Clásico Mineiro. Por ese entonces, el Atlético reunió un equipo extraordinario con nombres como Carlos Brant, Nariz, Mario de Castro, Jairo, y Said, los últimos tres formaron el Trío Maldito, que se convirtió en una de las líneas de ataque más famosas del periodo amateur del fútbol brasileño.
En 1929 el Atlético construye el Estadio Antonio Carlos, su estadio privado, que llevó el nombre del gobernador de Minas Gerais y miembro del club, Antônio Carlos Ribeiro de Andrada (IV). El estadio fue inaugurado el 30 de mayo de ese año con una victoria por 4-2 sobre el Corinthians Paulista. Después de la fiesta de inauguración, en 1 de septiembre de aquel año, Atlético protagonizó un hecho pionero en el fútbol local: derrotó 3-1 al Vitória Futebol Clube de Portugal, en el primer encuentro internacional celebrado en Minas Gerais. El estadio del Atlético permitió a los ciudadanos de la región ver un partido en la noche, por primera vez. La inauguración de la iluminación del estadio tuvo lugar en 9 de agosto de 1930 y contó con la distinguida presencia de Jules Rimet, presidente de FIFA. También en la etapa amateur, el Atlético cosechó un nuevo doble en el Campeonato Mineiro en los años 1931 y 1932.

### Era profesional (1933-presente)
En los primeros años del profesionalismo, el equipo tuvo en su plantel jugadores de mucha categoría como Guará, que mantuvo la mística de los goleadores albinegros; como el talentoso defensor Zezé Procopio y como el arquero Kafunga, considerado el más grande portero de la historia del Atlético. A través de la excelencia de Kafunga, Zezé Procopio y Guará, entre muchas otras superestrellas nacionales de ese período, el Atlético se consagró campeón del Campeonato Mineiro en 1936, 1938 y 1939. Pero, esa generación fue más allá de las fronteras de Minas Gerais: en 1937, el Atlético se consagró campeón de la Copa de Campeones (FBF), torneo organizado por la Federación Brasileña de Fútbol, que reunió a los campeones de Minas Gerais, Distrito Federal, Río de Janeiro, São Paulo y Espirito Santo.

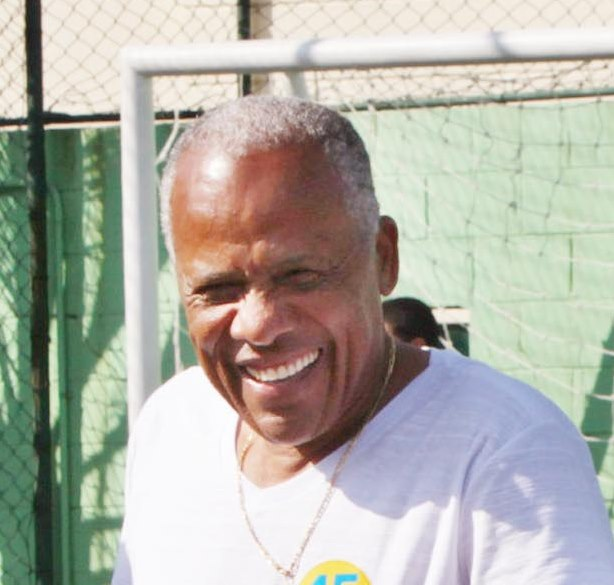
Dadá Maravilha: Una figura del fútbol nacional.

La década de 1940 sería aún más exitosa para el Atlético. El equipo ganó los títulos estaduales en 1941, 1942, 1946, 1947 y 1949; con una línea de jugadores de gran talento y notoriedad como Bigode, Nívio Gabrich, Lucas Miranda y Carlyle Guimarães Cardoso, entre muchos. En ese momento, el Atlético dominó el deporte local, siendo el único equipo de Belo Horizonte capaz de derrotar a los grandes clubes de Río de Janeiro y São Paulo; además de lograr grandes victorias sobre cuadros famosos de Sudamérica, cuyos ejemplos son el triunfo de 2-1 sobre Independiente de Arsenio Erico en 1940; y de 2-0 ante el Club Libertad de Delfín Benítez Cáceres en 1946.
En la década siguiente, en la condición de máximo campeón del Estado de Minas Gerais y también como único campeón de Brasil oficialmente reconocido, el Atlético emprendió su primera aventura internacional importante. En 1950 el club realizó una gira pionera a Europa, y después de lograr grandes victorias, recibió de Peco Bauwens - presidente de la Federación Alemana de Fútbol (DFB) - la copa de campeón del invierno europeo, título simbólico que sería famoso en Brasil como Campeão do Gelo (Campeón del Hielo). También en la misma década, a través de jugadores como Orlando Pingo de Ouro, Ubaldo Miranda, Paulo Valentim, entre muchos, el Atlético estiró la hegemonía en el estado, ganando los títulos del Campeonato Mineiro de 1950, 1952, 1953, 1954, 1955, 1956 y 1958, siete títulos en diez años, incluyendo un penta-campeonato.

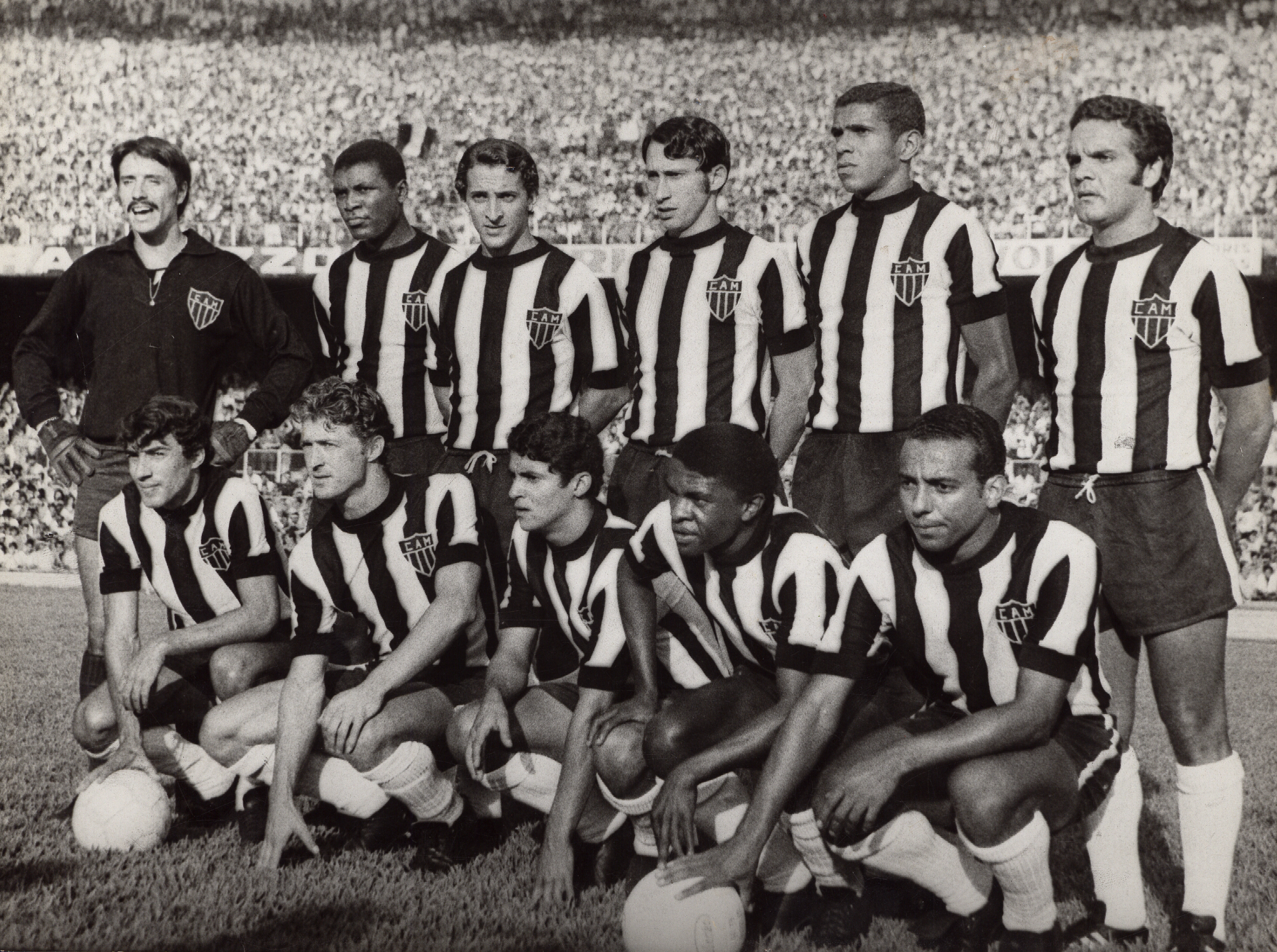
El Atlético Mineiro, 1970.

La década de 1960 fue un período difícil para el club, que logró ganar el Campeonato Mineiro solamente en 1962 y 1963. Los títulos fueron pocos, pero los craques continuaron apareciendo en abundancia: Djalma Dias, Marcial de Mello, Mussula -jugadores internacionales con la Selección brasileña- y Bugle -artífice del primer gol del Estadio Mineirão en 1965- son algunos ejemplos. La hinchada de Atlético se llenó de orgullo cuando en 1968, mediante una invitación oficial de la CBF, el Atlético representó a Brasil vistiendo la camiseta de la Selección brasileña y ganó 3-2 a Selección yugoslava, subcampeona de la Eurocopa 1968. En el año siguiente, ahora representando la Selección mineira, el Atlético derrotó 2-1 a la Selección brasileña, que iba a ganar el tercer campeonato del mundo en 1970. 

## Primer Campeonato Brasileño
Sería a principios de 1970 que el Atlético resurge con más fuerza. El entrenador Telê Santana formó un gran elenco con jugadores como Vantuir Galdino, Ronaldo Drummond, Humberto Monteiro, Romeu Cambalhota, y el gran delantero Dadá Maravilha, que estuvo con la Selección brasileña en la Copa Mundial de Fútbol de 1970, gracias a la intervención de Emílio Garrastazu Médici, que echó a João Saldanha. Con este equipo, el Atlético ganó el campeonato estadual de 1970, el primero en el Mineirão. Al año siguiente, el equipo se consagró campeón del primer Brasileirão de la historia, desplazando al favoritismo de equipos como el Santos FC de Pelé, Cruzeiro EC de Tostão, Botafogo FR de Jairzinho, entre otros.

## El rey Reinaldo
Años después del gran logro del club, José Reinaldo de Lima debutó en el equipo profesional. Reinaldo fue el líder de una generación de jugadores extraordinários como Luisinho, Nelinho, Toninho Cerezo, Elzo, Paulo Isidoro, Éder Aleixo y Edivaldo; cracks que hicieron el club famoso en el mundo en varias giras internacionales que tuvieron lugar en el período. Además, fueron parte de la Selección brasileña en los mundiales de 1978, 1982 y 1986. El Atlético recuperó el dominio en Minas Gerais en los años 1970 y 1980, ganando once títulos en catorce años (1976-1989), que incluye un hexa-campeonato de 1978 a 1983. Por desgracia, esa generación no pudo traducir el dominio del Estado a la dimensión nacional, llegando muy cerca del título del Brasileirão en dos ocasiones: en 1977 perdió la final ante el São Paulo FC y en 1980 perdió la final ante CR Flamengo, además de la polémica eliminación contra CR Flamengo en la Libertadores 1981, creando la mayor rivalidad entre partidos interestaduales en Brasil.

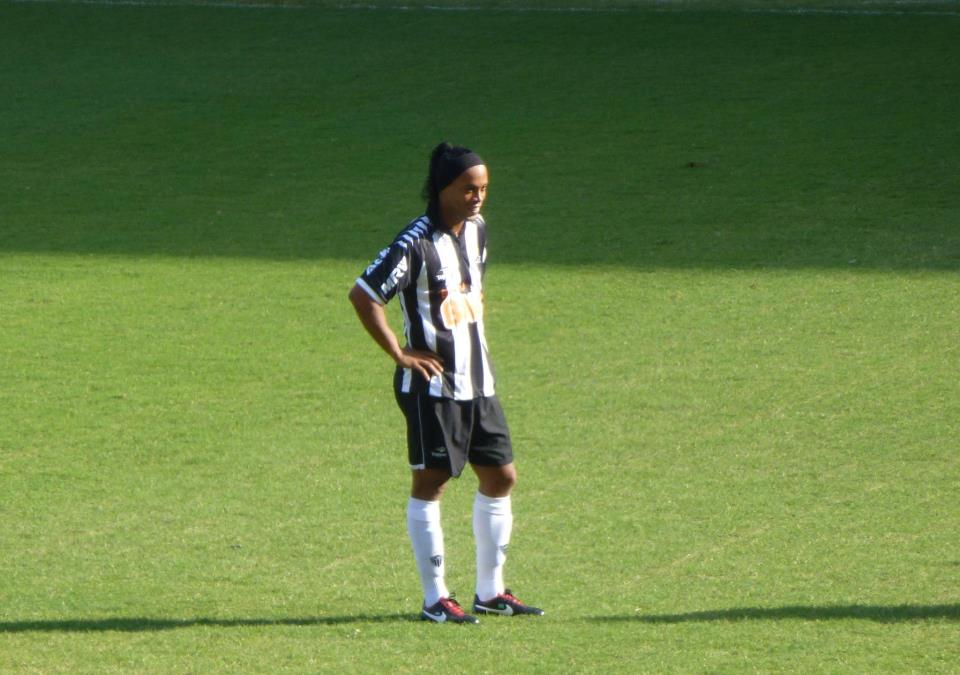
Ronaldinho Gaúcho: El mejor «10» de la historia del club.

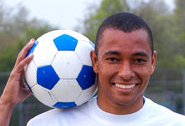
Gilberto Silva: Destaque del equipo en los años 2000.

## Éxitos en todo el continente
La década de 1990 fue de altibajos para el Atlético, el equipo ganó el Campeonato Mineiro en 1991, 1995 y 1999. A nivel internacional, mediante jugadores como Cláudio Taffarel, Dedê, Ronaldo Guiaro, Márcio Santos, Doriva y Lincoln, el equipo fue campeón de la Copa Conmebol (torneo precursora de la actual Copa Sudamericana) en 1992 y en 1997. Todavía a finales de esa década, los aficionados del Atlético celebran grandes victorias sobre rivales, gracias a las inolvidables actuaciones de jugadores como Caçapa, Mancini, Belletti, Marques y Guilherme, responsables de llevar al equipo a la final del Campeonato Brasileño de 1999.
El nuevo milenio parecía prometedor: el equipo logró el bicampeonato estadual en 2000, alcanzó los cuartos de la Libertadores y la semis de la Copa Mercosur en el mismo año. En 2001, con un equipo que tenía a jugadores como Cicinho, Gilberto Silva y Valdo, estuvo muy cerca del título del Brasileirão. Desde entonces, Atlético pasa a vivir una crisis sin precedentes que culmina con el descenso a la Serie B en 2005, por primera y única vez en la historia del Atlético. La recuperación fue rápida, y el club volvió a la Serie A en su primer intento, teniendo a Diego Alves, Danilo Verón Bairros y Éder Luís como figuras. En los años siguientes ganó los campeonatos estaduales de 2007 y 2010. Pero, las cosas siguieron difíciles, el equipo vivió siempre con el riesgo del descenso en el Campeonato Brasileño.

## Era Ronaldinho y la Copa Libertadores
El club tuvo que someterse a una reestructuración bajo el presidente Alexandre Kalil, y fue a partir de 2012 que los frutos comienzan a ser cosechados. Como consecuencia, el Atlético fue campeón del Campeonato Mineiro en 2012 y 2013, subcampeón del Brasileirão de 2012, campeón de la Copa Libertadores 2013, obtuvo el tercer lugar en la Copa Mundial de Clubes de la FIFA 2013, fue campeón de la Recopa Sudamericana 2014 y de la Copa de Brasil 2014. Como beneficio adicional, el público ahora tiene nuevos ídolos: Ronaldinho Gaúcho, Diego Tardelli y Victor, entre otros. Así, los aficionados del Atlético de nuevo habían renovado sus esperanzas para los próximos años, sin embargo en la edición de 2014 el galo defendió el título de Copa Libertadores hasta octavos de final, quedando eliminado de forma sorpresiva a manos del equipo Atlético Nacional perdiendo 1-0 el partido de ida en Medellín, el partido de vuelta fue en la cancha de América MG igualando 1-1 dando el equipo colombiano el batacazo en Brasil eliminando al equipo de Ronaldinho.

## Triplete nacional
El Atlético terminó un gran ayuno de 50 años al ganar el Campeonato de Brasil gracias a una gran inversión. A partir de 2020, con la presencia del mecenas Rubens Menin, el club formó un equipo plagado de estrellas como Hulk, Diego Costa, Nacho Fernández, Guilherme Arana, Eduardo Vargas, Junior Alonso y Mariano para disputar las principales competiciones. En 2021, el club ganó el triplete nacional, también llamado triple corona (llamado triplete alvinegro por el club por motivos de rivalidad con su club rival, Cruzeiro, que usa este término desde 2003), ganando el Brasileirão, la Copa de Brasil y el Campeonato Mineiro esa temporada. Al año siguiente, por ser campeón del Brasileirão y de la Copa do Brasil en la misma temporada, el club ganó la Supercopa de Brasil de 2022 contra el subcampeón brasileño de 2021, el Flamengo, convirtiéndose en el único equipo de Brasil que ganó los 3 principales títulos nacionales de forma consecutiva. Al mismo tiempo, el club ganó el campeonato estadual 3 veces seguidas en 2020, 2021 y 2022.

## Símbolos

### Escudo
El escudo del Atlético ha sido utilizado por el club desde 1922, y ha sufrido pequeños cambios en el formato actual. La estrella amarilla representó el único Campeonato Brasileño, ganado por el Gallo en 1971, pero actualmente representa a sus fanáticos hinchas. El escudo también recibió estrellas rojas en dos ocasiones: ganando el Torneo de Campeones de Campeones en 1978 y la Copa Conmebol en 1992. Las estrellas rojas se eliminaron en 1999.

## Trayectoria deportiva

### Trayectoria en torneos nacionales
| Taça Brasil (1959 – 1968) | Taça Brasil (1959 – 1968)                                                                       |
| Año                       | Puesto                                                                                          |
| ------------------------- | ----------------------------------------------------------------------------------------------- |
| 1959                      | Termina en 6º en la tabla general.                                                              |
| 1960                      | No se clasificó.                                                                                |
| 1961                      | No se clasificó.                                                                                |
| 1962                      | No se clasificó.                                                                                |
| 1963                      | Termina en 6º en la tabla general.                                                              |
| 1964                      | Termina en 5º en la tabla general.                                                              |
| 1965                      | No se clasificó.                                                                                |
| 1966                      | No se clasificó.                                                                                |
| 1967                      | Termina en 5º en la tabla general.                                                              |
| 1968                      | No se clasficó.                                                                                 |
| Robertão (1967 – 1970)    |                                                                                                 |
| Año                       | Puesto                                                                                          |
| 1967                      | Termina en 8º en la tabla general.                                                              |
| 1968                      | Termina en 7º en la tabla general.                                                              |
| 1969                      | Termina en 6º en la tabla general.                                                              |
| 1970                      | Termina en 3º en la tabla general.                                                              |
| Serie A (1971 – presente) |                                                                                                 |
| Año                       | Puesto                                                                                          |
| 1971                      | Se consagra campeón. El goleador del torneo es Dario, anotando 15 goles.                        |
| 1972                      | Termina en 11º en la tabla general. El goleador del torneo es Dario, anotando 17 goles.         |
| 1973                      | Termina en 11º en la tabla general.                                                             |
| 1974                      | Termina en 7º en la tabla general.                                                              |
| 1975                      | Termina en 19º en la tabla general.                                                             |
| 1976                      | Termina en 3º en la tabla general.                                                              |
| 1977                      | Se consagra subcampeón invicto. El goleador del torneo es Reinaldo, anotando 28 goles.          |
| 1978                      | Termina en 34º en la tabla general.                                                             |
| 1979                      | Termina en 10.º en la tabla general.                                                            |
| 1980                      | Se consagra subcampeón.                                                                         |
| 1981                      | Termina en 14º en la tabla general.                                                             |
| 1982                      | Termina en 19º en la tabla general.                                                             |
| 1983                      | Termina en 3º en la tabla general.                                                              |
| 1984                      | Termina en 19º en la tabla general.                                                             |
| 1985                      | Termina en 4º en la tabla general.                                                              |
| 1986                      | Termina en 3º en la tabla general.                                                              |
| 1987                      | Termina en 3º en la tabla general.                                                              |
| 1988                      | Termina en 10.º en la tabla general.                                                            |
| 1989                      | Termina en 8º en la tabla general.                                                              |
| 1990                      | Termina en 5º en la tabla general.                                                              |
| 1991                      | Termina en 3º en la tabla general.                                                              |
| 1992                      | Termina en 13º en la tabla general.                                                             |
| 1993                      | Termina en 20º en la tabla general.                                                             |
| 1994                      | Termina en 4º en la tabla general.                                                              |
| 1995                      | Termina en 7º en la tabla general.                                                              |
| 1996                      | Termina en 3º en la tabla general. El goleador del torneo es Renaldo, anotando 16 goles.        |
| 1997                      | Termina en 4º en la tabla general.                                                              |
| 1998                      | Termina en 9º en la tabla general.                                                              |
| 1999                      | Se consagra subcampeón. El goleador del torneo es Guilherme, anotando 28 goles.                 |
| 2000                      | Termina en 20º en la tabla general.                                                             |
| 2001                      | Termina en 4º en la tabla general.                                                              |
| 2002                      | Termina en 8º en la tabla general.                                                              |
| 2003                      | Termina en 7º en la tabla general.                                                              |
| 2004                      | Termina en 19º en la tabla general.                                                             |
| 2005                      | Termina en 20º en la tabla general y desciende a la Serie B por primera vez.                    |
| 2006                      | No participó.                                                                                   |
| 2007                      | Termina en 8º en la tabla general.                                                              |
| 2008                      | Termina en 12º en la tabla general.                                                             |
| 2009                      | Termina en 7º en la tabla general. El goleador del torneo es Diego Tardelli, anotando 19 goles. |
| 2010                      | Termina en 13º en la tabla general.                                                             |
| 2011                      | Termina en 15º en la tabla general.                                                             |
| 2012                      | Se consagra subcampeón.                                                                         |
| 2013                      | Termina en 8º en la tabla general.                                                              |
| 2014                      | Termina en 5º en la tabla general.                                                              |
| 2015                      | Se consagra subcampeón.                                                                         |
| 2016                      | Termina en 4º en la tabla general. El goleador del torneo es Fred, anotando 14 goles.           |
| 2017                      | Termina en 9º en la tabla general.                                                              |
| 2018                      | Termina en 6º en la tabla general.                                                              |
| 2019                      | Termina en 13º en la tabla general.                                                             |
| 2020                      | Termina en 3º en la tabla general.                                                              |
| 2021                      | Se consagra campeón. El goleador del torneo es Hulk, anotando 19 goles.                         |
| 2022                      | Termina en 7º en la tabla general.                                                              |

#### Serie B
| Serie B | Serie B                                                                                           |
| Año     | Puesto                                                                                            |
| ------- | ------------------------------------------------------------------------------------------------- |
| 2006    | Se consagra campeón y regresa a la Serie A. El goleador del torneo es Marinho, anotando 16 goles. |

#### Copa de Brasil
| Copa de Brasil (1989 – presente) | Copa de Brasil (1989 – presente) |
| Año                              | Puesto |
| -------------------------------- | --- |
| 1989                             | Alcanza los cuartos de final. El goleador del torneo es Gérson, anotando 7 goles.                                                                      |
| 1990                             | Alcanza los cuartos de final. |
| 1991                             | Alcanza los octavos de final. Gana 11-0 a Caiçara-PI, siendo esta la goleada histórica del torneo. El goleador del torneo es Gérson, anotando 6 goles. |
| 1992                             | Alcanza los octavos de final. |
| 1993                             | No participó. |
| 1994                             | Alcanza los cuartos de final. |
| 1995                             | Alcanza los cuartos de final. |
| 1996                             | Alcanza los octavos de final. |
| 1997                             | Alcanza los octavos de final. |
| 1998                             | Alcanza los Octavos de final. |
| 1999                             | Queda eliminado en Segunda fase. |
| 2000                             | Alcanza las Semifinales. |
| 2001                             | Queda eliminado en segunda fase. |
| 2002                             | Alcanza las semifinales. |
| 2003                             | Alcanza los cuartos de final. |
| 2004                             | Queda eliminado en segunda fase. |
| 2005                             | Alcanza los cuartos de final. |
| 2006                             | Alcanza los cuartos de final. |
| 2007                             | Alcanza los cuartos de final. |
| 2008                             | Alcanza los cuartos de final. |
| 2009                             | Alcanza los octavos de final. |
| 2010                             | Alcanza los cuartos de final. |
| 2011                             | Queda eliminado en segunda fase. |
| 2012                             | Alcanza los octavos de final. |
| 2013                             | Alcanza los Octavos de final. |
| 2014                             | Campeón al derrotar en la final a Cruzeiro. |
| 2015                             | Alcanza los Octavos de final. |
| 2016                             | Subcampeón tras perder en la final con Grêmio. |
| 2017                             | Alcanza los cuartos de final. |
| 2018                             | Alcanza los octavos de final. |
| 2019                             | Alcanza los cuartos de final. |
| 2020                             | Queda eliminado en segunda fase. |
| 2021                             | Campeón al derrotar en la final a Athletico-PR. |

#### Copas entre Campeones
| Copa de Campeones (FBF)   | Copa de Campeones (FBF)          |
| Año                       | Puesto                           |
| ------------------------- | -------------------------------- |
| 1937                      | Se consagra campeón.             |
| Copa de Campeones (CBD)   |                                  |
| Año                       | Puesto                           |
| 1978                      | Se consagra campeón.             |
| Torneo de Campeones (CBD) |                                  |
| Año                       | Puesto                           |
| 1982                      | Alcanza los cuartos de final.    |
| Copa de Campeones (CBF)   |                                  |
| Año                       | Puesto                           |
| 2000                      | No se clasificó.                 |
| 2001                      | No se clasificó.                 |
| 2002                      | Queda eliminado en Primera fase. |

#### Copas Regionales
| Copa Centro-Oeste | Copa Centro-Oeste                |
| Año               | Puesto                           |
| ----------------- | -------------------------------- |
| 1999              | Alcanza las Semifinales.         |
| Copa Sul-Minas    |                                  |
| Año               | Puesto                           |
| 2000              | Queda eliminado en Primera fase. |
| 2001              | Alcanza las Semifinales.         |
| 2002              | Alcanza las Semifinales.         |

### Trayectoria en torneos internacionales

#### Copa Libertadores
| Año   | Resultado        | Clasificación                                            | PJ  | PG | PE | PP | GF  | GC  |
| ----- | ---------------- | -------------------------------------------------------- | --- | -- | -- | -- | --- | --- |
| 1972  | Primera fase     | Accede luego de ser Campeón del Brasileirão 1971         | 6   | 0  | 5  | 1  | 5   | 6   |
| 1978  | Fase semifinal   | Accede luego de ser subcampeón del Brasileirão 1977      | 10  | 5  | 2  | 3  | 19  | 14  |
| 1981  | Primera fase     | Accede luego de ser subcampeón del Brasileirão 1980      | 7   | 2  | 5  | 0  | 8   | 6   |
| 2000  | Cuartos de final | Accede luego de ser subcampeón del Brasileirão 1999      | 10  | 4  | 1  | 5  | 13  | 12  |
| 2013  | Campeón          | Accede luego de ser subcampeón del Brasileirão 2012      | 14  | 9  | 2  | 3  | 29  | 18  |
| 2014  | Octavos de final | Accede luego de ser Campeón de la Copa Libertadores 2013 | 8   | 3  | 4  | 1  | 9   | 7   |
| 2015  | Octavos de final | Accede luego de ser Campeón de la Copa de Brasil 2014    | 8   | 3  | 1  | 4  | 8   | 9   |
| 2016  | Cuartos de final | Accede luego de ser subcampeón del Brasileirão 2015      | 10  | 6  | 2  | 2  | 16  | 7   |
| 2017  | Octavos de final | Accede luego de quedar en 4° puesto del Brasileirão 2016 | 8   | 4  | 2  | 2  | 17  | 7   |
| 2019  | Primera fase     | Accede luego de quedar en 6° puesto del Brasileirão 2018 | 6   | 2  | 0  | 4  | 6   | 10  |
| 2021  | Semifinales      | Accede luego de quedar en 3° puesto del Brasileirão 2020 | 12  | 7  | 5  | 0  | 20  | 4   |
| 2022  | Cuartos de final | Accede luego de ser Campeón del Brasileirão 2021         | 10  | 4  | 5  | 1  | 13  | 10  |
| Total | Total            | Total                                                    | 109 | 49 | 34 | 26 | 163 | 110 |

#### Copa Sudamericana
| Año   | Resultado        | Clasificación                                        | PJ | PG | PE | PP | GF | GC |
| ----- | ---------------- | ---------------------------------------------------- | -- | -- | -- | -- | -- | -- |
| 2003  | Primera fase     | Accede luego de ser 8º del Brasileirão 2002          | 2  | 1  | 0  | 1  | 2  | 2  |
| 2004  | Primera fase     | Accede luego de ser 7º del Brasileirão 2003          | 2  | 0  | 1  | 1  | 3  | 5  |
| 2008  | Primera fase     | Accede luego de ser 8º del Brasileirão 2007          | 2  | 0  | 0  | 2  | 3  | 8  |
| 2009  | Primera fase     | Accede luego de ser 12º del Brasileirão 2008         | 2  | 0  | 2  | 0  | 2  | 2  |
| 2010  | Cuartos de final | Accede luego de ser 7º del Brasileirão 2009          | 6  | 2  | 2  | 2  | 4  | 4  |
| 2011  | Primera fase     | Accede luego de ser 13º del Brasileirão 2010         | 2  | 0  | 0  | 2  | 1  | 3  |
| 2018  | Primera fase     | Accede luego de ser 9º del Brasileirão 2017          | 2  | 0  | 1  | 1  | 0  | 1  |
| 2019  | Semifinal        | Accede luego de ser 3º del Grupo E Libertadores 2019 | 8  | 6  | 0  | 2  | 12 | 6  |
| 2020  | Primera fase     | Accede luego de ser 13º del Brasileirão 2019         | 2  | 1  | 0  | 1  | 2  | 3  |
| Total | Total            | Total                                                | 28 | 10 | 6  | 12 | 29 | 34 |

#### Recopa Sudamericana
| Año   | Resultado | Clasificación                                            | PJ | PG | PE | PP | GF | GC |
| ----- | --------- | -------------------------------------------------------- | -- | -- | -- | -- | -- | -- |
| 2014  | Campeón   | Accede luego de ser Campeón de la Copa Libertadores 2013 | 2  | 2  | 0  | 0  | 5  | 3  |
| Total | Total     | Total                                                    | 2  | 2  | 0  | 0  | 5  | 3  |

#### Copa Conmebol
| Año   | Resultado      | Clasificación                                        | PJ | PG | PE | PP | GF | GC |
| ----- | -------------- | ---------------------------------------------------- | -- | -- | -- | -- | -- | -- |
| 1992  | Campeón        | Accede luego de ser 3º del Brasileirão 1991          | 8  | 4  | 1  | 3  | 15 | 7  |
| 1993  | Fase semifinal | Accede luego de ser Campeón de la Copa Conmebol 1992 | 6  | 3  | 1  | 2  | 7  | 7  |
| 1995  | Subcampeón     | Accede luego de ser 4º del Brasileirão 1994          | 8  | 5  | 1  | 2  | 20 | 9  |
| 1997  | Campeón        | Accede luego de ser 3º del Brasileirão 1996          | 8  | 5  | 3  | 0  | 18 | 5  |
| 1998  | Fase semifinal | Accede luego de ser Campeón de la Copa Conmebol 1997 | 6  | 2  | 3  | 1  | 7  | 5  |
| Total | Total          | Total                                                | 36 | 19 | 9  | 8  | 67 | 33 |

#### Copa Master de Conmebol
| Año   | Resultado  | Clasificación                                        | PJ | PG | PE | PP | GF | GC |
| ----- | ---------- | ---------------------------------------------------- | -- | -- | -- | -- | -- | -- |
| 1996  | Subcampeón | Accede luego de ser Campeón de la Copa Conmebol 1992 | 2  | 0  | 1  | 1  | 0  | 3  |
| Total | Total      | Total                                                | 2  | 0  | 1  | 1  | 0  | 3  |

#### Copa de Oro Nicolás Leoz
| Año   | Resultado  | Clasificación                                        | PJ | PG | PE | PP | GF | GC |
| ----- | ---------- | ---------------------------------------------------- | -- | -- | -- | -- | -- | -- |
| 1993  | Subcampeón | Accede luego de ser Campeón de la Copa Conmebol 1992 | 3  | 0  | 2  | 1  | 0  | 1  |
| Total | Total      | Total                                                | 3  | 0  | 2  | 1  | 0  | 1  |

#### Copa Mercosur
| Año   | Resultado | Clasificación                  | PJ | PG | PE | PP | GF | GC |
| ----- | --------- | ------------------------------ | -- | -- | -- | -- | -- | -- |
| 2000  | Semifinal | Accede por el Ranking CONMEBOL | 10 | 5  | 2  | 3  | 18 | 18 |
| Total | Total     | Total                          | 10 | 5  | 2  | 3  | 18 | 18 |

#### Copa Mundial de Clubes de la FIFA
| Año   | Resultado    | Clasificación                                            | PJ | PG | PE | PP | GF | GC |
| ----- | ------------ | -------------------------------------------------------- | -- | -- | -- | -- | -- | -- |
| 2013  | Tercer lugar | Accede luego de ser Campeón de la Copa Libertadores 2013 | 2  | 1  | 0  | 1  | 4  | 5  |
| Total | Total        | Total                                                    | 2  | 1  | 0  | 1  | 4  | 5  |

## Uniforme
- Uniforme titular: Camiseta blanca con rayas negras, pantalón negro y medias blancas.
- Uniforme alternativo: Camiseta blanca, pantalón blanco y medias blancas.
- Tercer uniforme: Camiseta negra, pantalón negro y medias negras.

### Evolución del uniforme
| 2009 | 2010 | 2010 | 2011 | 2012 | 2013 | 2014 | 2015 | 2016 |
| 2017 | 2017 | 2018 | 2019 | 2020 | 2021 | 2022 | 2023 | 2024 |

### Patrocinio
| Período     | Proveedor      |
| ----------- | -------------- |
| 1981 - 1982 | Rainha         |
| 1983 - 1985 | Adidas         |
| 1986 - 1990 | Penalty        |
| 1991        | Dell'erba      |
| 1992 - 1993 | Penalty        |
| 1994 - 1996 | Umbro          |
| 1997 - 2001 | Penalty        |
| 2002 - 2004 | Umbro          |
| 2005 - 2007 | Diadora        |
| 2008 - 2009 | Lotto          |
| 2010 - 2012 | Topper         |
| 2013        | Lupo           |
| 2014 - 2015 | Puma           |
| 2016        | Dryworld       |
| 2017 - 2019 | Topper         |
| 2019 - 2022 | Le Coq Sportif |
| 2022        | Adidas         |

| Período     | Auspiciador            |
| ----------- | ---------------------- |
| 1982        | Credireal              |
| 1984        | Precon                 |
| 1986        | Agrimisa               |
| 1987 - 1994 | Coca-Cola              |
| 1995        | Multivision            |
| 1995 - 1996 | TAM                    |
| 1997        | Lousano                |
| 1997 - 1998 | Tenda Construtora S.A. |
| 1999        | 31                     |
| 1999 - 2003 | Fiat                   |
| 2004        | RM Sistemas            |
| 2004 - 2007 | MRV Engenharia         |
| 2008        | Fiat                   |
| 2010 - 2014 | Banco BMG              |
| 2015        | MRV Engenharia         |
| 2016 - 2018 | Caixa                  |
| 2019 - 2021 | Banco BMG              |
| 2021 - 2024 | Betano                 |
| 2025 -      | H2bet                  |

## Estadio

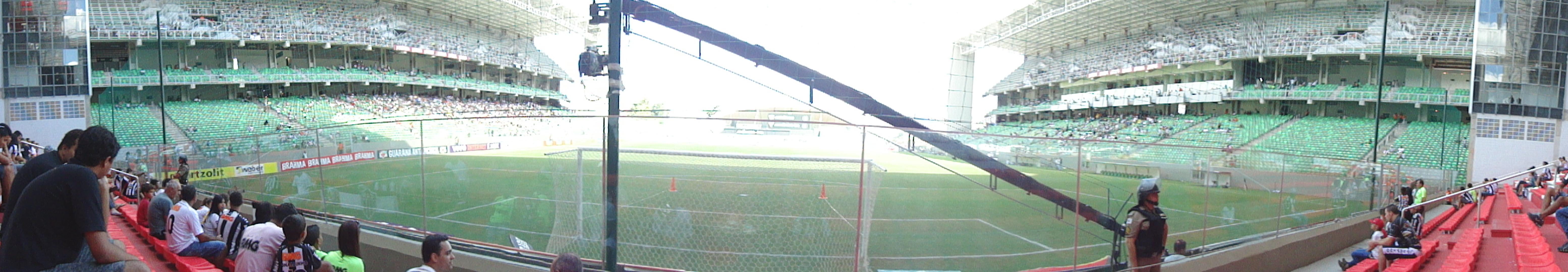
Imagen panorámica del Estadio Independência antes de un partido del Atlético.

El Atlético ya tiene su propio estadio, la Arena MRV, Tiene una capacidad para 47,000 espectadores, el estadio es uno de los más hermosos y modernos en Brasil y su inauguración estuvo prevista para octubre de 2022. Sus anteriores estadios fueron: Estadio Mineirao y el Estadio Independencia.
Histórico en el Estadio Mineirão.
- 1.485 partidos:
- 865 victorias.
- 363 empates.
- 257 derrotas.

Fuente: Galodigital
Histórico en el Estadio Independência.
- 537 partidos:
- 319 victorias.
- 113 empates.
- 105 derrotas.

Fuente: Galodigital

## Rivalidades

### Atlético vs Cruzeiro
El Clásico Mineiro es el partido en el que se enfrentan los dos clubes más grandes del Estado de Minas Gerais (Brasil): el Clube Atlético Mineiro y el Cruzeiro Esporte Clube. El primer clásico de la historia se disputó el 17 de marzo de 1921, cuando Cruzeiro se impuso por 3 a 0 ante Atlético.

#### Historial Estadístico
El último partido ocurrió en 7 de marzo de 2020 por la 8.ª fecha del Campeonato Mineiro de Primera División. La victoria fue para Atlético por 2 a 1 como local.
| Estadísticas          |     |
| Partidos jugados      | 514 |
| Victorias de Atlético | 207 |
| Victorias de Cruzeiro | 170 |
| Empates               | 137 |
| Goles de Atlético     | 727 |
| Goles de Cruzeiro     | 647 |

Fuente: Galodigital

#### Máxima Goleada
La máxima goleada del clásico ocurrió en el Campeonato Mineiro 1927 y finalizó con el marcador Atlético 9-2 Cruzeiro.
| - | POR | Osvaldo Perigoso |  |
| - | DEF | Chiquinho        |  |
| - | DEF | Brant            |  |
| - | DEF | Hugo Jacques     |  |
| - | MED | Ivo Melo         |  |
| - | MED | Franco           |  |
| - | MED | Getulinho        |  |
| - | MED | Said             |  |
| - | DEL | Mário de Castro  |  |
| - | DEL | Jairo            |  |
| - | DEL | Getúlio          |  |
| - | DT  | Sin información  |  |

| - | POR | Geraldo         |  |
| - | DEF | Rizzo           |  |
| - | DEF | Pararaio        |  |
| - | DEF | Porfírio        |  |
| - | MED | Osti            |  |
| - | MED | Nininho         |  |
| - | MED | Piorra          |  |
| - | MED | Ninão           |  |
| - | DEL | Bengala         |  |
| - | DEL | Armandinho      |  |
| - | DEL | Odilon          |  |
| - | DT  | Sin información |  |

|  | 11' | Said            |
|  | 19' | Said            |
|  | 46' | Said            |
|  | 57' | Mário de Castro |
|  | 61' | Mário de Castro |
|  | 66' | Jairo           |
|  | 71' | Jairo           |
|  | 76' | Jairo           |
|  | 82' | Getúlio         |

|  | 22' | Ninão |
|  | 70' | Ninão |

| Árbitro | José Avelino |

| - | POR | Osvaldo Perigoso |  |
| - | DEF | Chiquinho        |  |
| - | DEF | Brant            |  |
| - | DEF | Hugo Jacques     |  |
| - | MED | Ivo Melo         |  |
| - | MED | Franco           |  |
| - | MED | Getulinho        |  |
| - | MED | Said             |  |
| - | DEL | Mário de Castro  |  |
| - | DEL | Jairo            |  |
| - | DEL | Getúlio          |  |
| - | DT  | Sin información  |  |

| - | POR | Geraldo         |  |
| - | DEF | Rizzo           |  |
| - | DEF | Pararaio        |  |
| - | DEF | Porfírio        |  |
| - | MED | Osti            |  |
| - | MED | Nininho         |  |
| - | MED | Piorra          |  |
| - | MED | Ninão           |  |
| - | DEL | Bengala         |  |
| - | DEL | Armandinho      |  |
| - | DEL | Odilon          |  |
| - | DT  | Sin información |  |

|  | 11' | Said            |
|  | 19' | Said            |
|  | 46' | Said            |
|  | 57' | Mário de Castro |
|  | 61' | Mário de Castro |
|  | 66' | Jairo           |
|  | 71' | Jairo           |
|  | 76' | Jairo           |
|  | 82' | Getúlio         |

|  | 22' | Ninão |
|  | 70' | Ninão |

| Árbitro | José Avelino |

Fuentes: Cruzeiropédia, Superesportes y Placar

#### Hinchada
Según una encuesta de IBOPE, y reproducida por Globoesporte.com, los resultados son estos:
- Atlético: 3,5% o 7 millones de seguidores.
- Cruzeiro: 3,1% o 6,2 millones de seguidores.

Fuente: Ibope

#### Asistencias
| Fecha                   | Partido               | Evento             | Estadio  | Asistencia |
| ----------------------- | --------------------- | ------------------ | -------- | ---------- |
| 4 de mayo de 1969       | Cruzeiro 1-0 Atlético | Campeonato Mineiro | Mineirão | 123.351    |
| 9 de octubre de 1977    | Cruzeiro 3-1 Atlético | Campeonato Mineiro | Mineirão | 122.534    |
| 8 de noviembre de 1980  | Atlético 1-0 Cruzeiro | Campeonato Mineiro | Mineirão | 115.983    |
| 2 de junio de 1968      | Atlético 1-2 Cruzeiro | Campeonato Mineiro | Mineirão | 110.432    |
| 15 de diciembre de 1974 | Atlético 1-2 Cruzeiro | Campeonato Mineiro | Mineirão | 109.363    |
| 5 de diciembre de 1982  | Atlético 2-1 Cruzeiro | Campeonato Mineiro | Mineirão | 108.935    |
| 2 de agosto de 1970     | Atlético 2-2 Cruzeiro | Campeonato Mineiro | Mineirão | 106.155    |
| 3 de abril de 1977      | Atlético 2-0 Cruzeiro | Campeonato Mineiro | Mineirão | 103.725    |
| 9 de diciembre de 1984  | Atlético 1-0 Cruzeiro | Campeonato Mineiro | Mineirão | 99.174     |
| 27 de marzo de 1977     | Atlético 2-0 Cruzeiro | Campeonato Mineiro | Mineirão | 99.044     |

Fuente: Superesportes

#### Palmarés comparativo
| Copas internacionales oficiales  | Atlético Mineiro |
| -------------------------------- | ---------------- |
| Copa Libertadores                | 1                |
| Copa Conmebol                    | 2                |
| Supercopa Sudamericana           | 0                |
| Recopa Sudamericana              | 1                |
| Torneos nacionales oficiales     | Atlético Mineiro |
| Brasileirão Serie A              | 2                |
| Copa de Brasil                   | 2                |
| Supercopa de Brasil              | 1                |
| Copa de Campeones (FBF)          | 1                |
| Copa de Campeones (CBD)          | 1                |
| Brasileirão Serie B              | 1                |
| Torneos interestatales oficiales | Atlético Mineiro |
| Copa Sul-Minas                   | 0                |
| Torneos Estatales Oficiales      | Atlético Mineiro |
| Campeonato Mineiro               | 50               |
| Taça Minas Gerais                | 5                |
| Taça Belo Horizonte              | 3                |
| Copa de Campeones (FMF)          | 1                |
| Torneo Incentivo                 | 1                |
| Torneo Inicio                    | 8                |
| Copa Belo Horizonte              | 1                |
| Taça Bueno Brandão               | 1                |
| Total de títulos                 | 80               |

### Atlético vs Flamengo
La rivalidad entre Atlético y Flamengo es considerada uno de los clásicos de fútbol más importantes de Brasil.

## Estadísticas
| Campeonato          | PJ  | VF | E  | VA | GF  | GA  |
| ------------------- | --- | -- | -- | -- | --- | --- |
| Amistosos           | 36  | 17 | 10 | 09 | 68  | 50  |
| Serie A             | 79  | 31 | 17 | 31 | 95  | 112 |
| Copa de Brasil      | 10  | 06 | 01 | 03 | 15  | 09  |
| Supercopa de Brasil | 01  | 00 | 01 | 00 | 02  | 02  |
| Primeira Liga       | 01  | 01 | 00 | 00 | 02  | 00  |
| Torneo del Pueblo   | 04  | 02 | 02 | 00 | 08  | 05  |
| Copa Libertadores   | 03  | 00 | 03 | 00 | 04  | 04  |
| Total               | 134 | 57 | 34 | 43 | 194 | 182 |

Fuentes: Flapédia y Galodigital

#### Hechos importantes
- El primer encuentro entre ambos equipos ocurrió en 16 de junio de 1929, amistoso realizado en Belo Horizonte, la victoria fue 3-2 para el Flamengo. En 25 de marzo de 1924 fue la venganza del Atlético, que ganó 3-1 en Río de Janeiro, también en un partido amistoso.[80]

- La Serie A brasileña comenzó a ser disputada en 1959, los partidos interestaduales hasta este momento fueron de carácter amistoso. La primera vez que Flamengo y Atlético se chocaron por un certamen nacional fue el 2 de abril de 1967, el Atlético se impuso 3-1 en el Mineirão.[81]

- El 1 de junio de 1980, ante 154 mil hinchas en el Maracanã, el Flamengo derrotó 3-2 al Atlético y conquistó por primera vez el título de la Serie A.[82] La ida había sido 1-0 para el Atlético en el Mineirão.

- El 21 de agosto de 1981, en partido extra por la Copa Libertadores 1981, Flamengo y Atlético empataron 0-0 en el Estadio Serra Dourada, en un polémico partido extra que fue adjudicado al Flamengo a los 37 minutos, ya que el Atlético sólo tenía 6 jugadores luego de 5 expulsiones.[83]

- El 4 de febrero de 1986, el Atlético eliminó al Flamengo en los octavos de final del Brasileirão, ganando en la vuelta en el Mineirão por 1-0.[84] La ida había sido empate por 0-0 en el Maracanã.

- El 2 de diciembre de 1987, el Flamengo eliminó al Atlético en las semifinales del Brasileirão ganando el desquite por 3-2 en el Mineirão.[85] La ida en el Maracanã había sido 1-0 para el Flamengo.

- El 2 de diciembre de 2006, el Flamengo eliminó al Atlético en los cuartos de finales de la Copa de Brasil por un global de 4-1.[86]

- El 5 de noviembre de 2014, el Atlético eliminó al Flamengo en las semifinales de la Copa de Brasil por un global de 4-3.[87]
- El 13 de julio de 2022, el Flamengo eliminó al Atlético en los octavos de final de la Copa de Brasil por un global de 3-2.
- El 10 de noviembre de 2024, el Flamengo derrotó 1-0 al Atlético en la arena MRV en el partido de vuelta de la final de la Copa de Brasil, saliendo campeón por un global de 4-1.

#### Asistencias
1. 1 de junio de 1980, 154.355, Flamengo 3-2 Atlético, Brasileirão, Maracanã.
2. 6 de abril de 1979, 139.953, Flamengo 5-1 Atlético, Amistoso, Maracanã.
3. 29 de noviembre de 1987, 118.162, Flamengo 1-0 Atlético, Brasileirão, Maracanã.
4. 13 de febrero de 1980, 115.142, Atlético 2-1 Flamengo, Amistoso, Mineirão.
5. 4 de febrero de 1987, 107.497, Atlético 1-0 Flamengo, Brasileirão, Mineirão.
6. 28 de mayo de 1980, 90.028, Atlético 1-0 Flamengo, Brasileirão, Mineirão.
7. 2 de diciembre de 1987, 84.929, Atlético 2-3 Flamengo, Brasileirão, Mineirão.
8. 25 de marzo de 1981, 81.867, Atlético 0-0 Flamengo, Brasileirão, Mineirão.
9. 11 de octubre de 2008, 77.387, Flamengo 0-3 Atlético, Brasileirão, Maracanã.
10. 7 de marzo de 1982, 71.450, Flamengo 2-1 Atlético, Brasileirão, Maracanã.

Fuente: RSSSF

## Hinchada
Según encuesta IBOPE en 2014, el Atlético es el club de afuera del eje Río de Janeiro-São Paulo más popular de Brasil com con más de siete millones de hinchas.

### LaMassa
La hinchada del Atlético es conocida como «A Massa» (La Masa/Multitud). Tiene gran reconocimiento en Brasil por ser una de las hinchadas más fieles a su equipo. Un ejemplo fue en el descenso a la Serie B del Brasileirão de 2005. Jugando la Serie B de 2006, la «Massa» rompió con el récord de asistencia de las tres divisiones del Brasileirão (A, B y C): Más de 75.000 hinchas en el partido del ascenso a la Serie A. Además, obtuvo el récord de promedio: Más de 31.000 hinchas por partido (el mejor de Sudamérica en el año 2006). Hasta 2006, el Atlético tenía el mejor promedio de asistencia de Sudamérica, y por supuesto de todo Brasil, estando en el listaje de los clubes del mundo que más llevan aficionados a la cancha cada semana. La «Massa» también fue la primera hinchada en alcanzar los diez millones de hinchas que pagaron para ir a los estadios en todas las ediciones del Brasileirão (1971 al presente): De todas las ediciones del Brasileirão, en diez, el récord de asistencia fue de la «Massa».
La «Massa» posee el segundo mejor promedio en la historia del Brasileirão
| Pos | Club             | Mejores promedios (Brasileirão 1971 al presente) |
| --- | ---------------- | ------------------------------------------------ |
| 1   | Flamengo         | 66.507                                           |
| 2   | Atlético Mineiro | 55.664                                           |
| 3   | Santos           | 49.306                                           |
| 4   | Corinthians      | 47.729                                           |
| 5   | Internacional    | 46.971                                           |

Fuente: RSSSF
La «Massa» es la segunda que más compró entradas en la historia del Brasileirão
| Pos | Club             | Entradas vendidas en el (Brasileirão 1971 al presente) |
| --- | ---------------- | ------------------------------------------------------ |
| 1   | Flamengo         | 14.843.363                                             |
| 2   | Atlético Mineiro | 12.955.612                                             |
| 3   | Corinthians      | 12.311.653                                             |
| 4   | Cruzeiro         | 10.543.418                                             |
| 5   | São Paulo        | 9.948.902                                              |

Fuente: Campeões do futebol
Las mejores asistencias en la historia del club
- - 1º - 154.355 - Atlético 2-3 Flamengo Maracaná, Final - Brasileirão 1980.
  - 2º - 139.953 - Atlético 1-5 Flamengo Maracaná, Amistoso Nacional - 1979.
  - 3º - 123.351 - Atlético 0-1 Cruzeiro Mineirão, Final - Campeonato Mineiro 1969.
  - 4º - 122.534 - Atlético 1-3 Cruzeiro Mineirão, Final - Campeonato Mineiro 1977.
  - 5º - 118.162 - Atlético 2-3 Flamengo Mineirão, Semifinal - Brasileirão 1987.
  - 6º - 115.983 - Atlético 1-0 Cruzeiro Mineirão, Final - Campeonato Mineiro 1980.
  - 7º - 115.142 - Atlético 2-1 Flamengo Mineirão, Amistoso Nacional - 1985.
  - 8º - 113.749 - Atlético 0-0 Santos Mineirão, Semifinal - Brasileirão 1983.
  - 9º - 112.919 - Atlético 1-1 Cruzeiro Mineirão, Final - Campeonato Mineiro 1981.
  - 10.º - 112.403 - Atlético 1-1 Fluminense Maracaná, Final - Robertão 1970.

Fuente: RSSSF

### Personalidades
|                |
| Dilma Roussef. |

|                 |
| Chico Pinheiro. |

|                     |
| Daniel de Oliveira. |

|           |
| Paulo Jr. |

|                  |
| Priscila Fantin. |

|              |
| Lelo Zaneti. |

|           |
| André Sá. |

|                     |
| Cristiano da Matta. |

|                  |
| Bruno Junqueira. |

Atlético cuenta con algunas de las más famosas personalidades de Brasil como seguidores del club: los músicos Paulo Jr. (del grupo Sepultura), Rogério Flausino (vocalista de la Banda Jota Quest), Wilson Sideral, Maria Lúcia Godoy, Vander Lee, Lelo Zaneti (de la banda Skank) y Tuca Fernandes, apenas son ejemplos. Las modelos: Daniella Cicarelli, Cassia Avila y Natália Guimarães (Miss Brasil); los actores Daniel de Oliveira, Marcos Frota y Priscila Fantin; los famosos presentadores y periodistas de la Tele brasileña: Chico Pinheiro, Milton Neves y Leda Nagle; los atletas: João da Mata, Walewska Moreira de Oliveira, el tenista André Sá y los pilotos Cristiano da Matta y Bruno Junqueira, son otros ejemplos de hinchas famosos. En la política, están: Marcio Lacerda (exalcalde de Belo Horizonte), Antônio Anastasia (exgobernador de Minas Gerais) y Dilma Rousseff (expresidente de Brasil).

## Scratch
Atlético siempre aportó a la Canarinha grandes mundialistas, los convocados del club más recordados fueron Luizinho, Toninho Cerezo y Éder Aleixo, titulares del inolvidable Brasil de España'82. Aquel equipo es considerado por muchos especialistas, el mejor seleccionado de todos los tiempos. Tras la convocación de Jô y Victor para el Mundial FIFA 2014, Atlético se convirtió en el club de afuera del eje Río-São Paulo que más jugadores aportó al Scratch en la historia de los mundiales.
Estos son los jugadores que fueron mundialistas con Brasil mientras jugaban en Atlético:
| #  | Nombre           | Selección | Mundial                  |
| -- | ---------------- | --------- | ------------------------ |
| 1  | Dadá Maravilha   | Brasil    | México 1970              |
| 2  | Reinaldo         | Brasil    | Argentina 1978           |
| 3  | Toninho Cerezo   | Brasil    | Argentina 1978           |
| 4  | Luizinho         | Brasil    | España 1982              |
| 5  | Toninho Cerezo   | Brasil    | España 1982              |
| 6  | Éder Aleixo      | Brasil    | España 1982              |
| 7  | Elzo             | Brasil    | México 1986              |
| 8  | Edvaldo          | Brasil    | México 1986              |
| 9  | Cláudio Taffarel | Brasil    | Francia 1998             |
| 10 | Gilberto Silva   | Brasil    | Corea del Sur/Japón 2002 |
| 11 | Victor           | Brasil    | Brasil 2014              |
| 12 | Jô               | Brasil    | Brasil 2014              |

## Jugadores

### Plantilla 2025

#### Altas y bajas 2025 (otoño)
| Altas   | Altas    | Altas       | Altas | Altas |
| Jugador | Posición | Procedencia | Tipo  | Costo |
| ------- | -------- | ----------- | ----- | ----- |

| Bajas     | Bajas     | Bajas     | Bajas          | Bajas       |
| Jugador   | Posición  | Destino   | Tipo           | Costo       |
| --------- | --------- | --------- | -------------- | ----------- |
| Deyverson | Delantero | Fortaleza | Transferencia. | R$7.000.000 |

## Entrenadores
- Geninho (mayo de 2002–enero de 2003)[146][147]
- Geninho (diciembre de 2007–mayo de 2008)[148][149]
- Alexandre Gallo (mayo de 2008–agosto de 2008)[150][151]
- Marcelo Oliveira (interino- agosto de 2008–2008/2008–diciembre de 2008)[151][152]
- Emerson Leão (diciembre de 2008–mayo de 2009)[153][154]
- Celso Roth (mayo de 2009–diciembre de 2009)[154][155][156]
- Vanderlei Luxemburgo (diciembre de 2009–septiembre de 2010)[157][158]
- Dorival Júnior (septiembre de 2010–agosto de 2011)[159][160]
- Cuca (agosto de 2011–diciembre de 2013)[161][162]
- Paulo Autuori (diciembre de 2013–abril de 2014)[163][164]
- Levir Culpi (abril de 2014–noviembre de 2015)[165][166]
- Diego Aguirre (diciembre de 2015–mayo de 2016)[167][168]
- Marcelo Oliveira (mayo de 2016–noviembre de 2016)[169][170]
- Diogo Giacomini (interino- noviembre de 2016)[171]
- Roger Machado (enero de 2017–julio de 2017)[171][172]
- Rogério Micale (julio de 2017–septiembre de 2017)[173][174]
- Oswaldo de Oliveira (septiembre de 2017–febrero de 2018)[175][176]
- Thiago Larghi (interino- febrero de 2018–junio de 2018/junio de 2018–octubre de 2018)[177][178][179]
- Levir Culpi (octubre de 2018–abril de 2019)[180][181]
- Rodrigo Santana (interino- abril de 2019–junio de 2019/junio de 2019–octubre de 2019)[182][183]
- Vágner Mancini (octubre de 2019–diciembre de 2019)[184][185]
- Rafael Dudamel (diciembre de 2019–febrero de 2020)[186][187]
- Jorge Sampaoli (marzo de 2020–febrero de 2021)[188][189]
- Lucas Gonçalves (interino- febrero de 2021–marzo de 2021)[190]
- Cuca (marzo de 2021–diciembre de 2021)[191][192]
- Antonio Mohamed (enero de 2022–julio de 2022)[193][194]
- Lucas Gonçalves (interino- julio de 2022)[195]
- Cuca (julio de 2022–noviembre de 2022)[196][197]
- Eduardo Coudet (noviembre de 2022–junio de 2023)[198][199]
- Luiz Felipe Scolari (junio de 2023–marzo de 2024)[200][201]
- Gabriel Milito (marzo de 2024–noviembre de 2024)[202][203]
- Cuca (diciembre de 2024–presente)[5]

## Palmarés
Nota: Atlético suma hasta la fecha 80 títulos oficialmente reconocidos, desde 1914, cuando conquistó la Taça Bueno Brandão.
Títulos nacionales
| Competición                   | Títulos           | Subcampeonatos                |
| ----------------------------- | ----------------- | ----------------------------- |
| Serie A (3/5)                 | 1937, 1971, 2021. | 1977, 1980, 1999, 2012, 2015. |
| Copa de Brasil (2/2)          | 2014, 2021.       | 2016, 2024.                   |
| Supercopa de Brasil (1/0)     | 2022.             |                               |
| Copa de Campeones (CBD) (1/0) | 1978.             |                               |
|                               |                   |                               |
| Serie B (1/0)                 | 2006.             |                               |

Títulos internacionales
| Competición                        | Títulos     | Subcampeonatos |
| ---------------------------------- | ----------- | -------------- |
| Copa Libertadores de América (1/1) | 2013.       | 2024.          |
| Copa Conmebol (2/1)                | 1992, 1997. | 1995.          |
| Recopa Sudamericana (1/0)          | 2014.       |                |
| Copa de Oro Nicolás Leoz (0/1)     |             | 1993.          |
| Copa Master de Conmebol (0/1)      |             | 1996.          |

Títulos estaduales
| Competición                   | Títulos | Subcampeonatos |
| ----------------------------- | --- | --- |
| Campeonato Mineiro (50/39)    | 1915, 1926, 1927, 1931, 1932, 1936, 1938, 1939, 1941, 1942, 1946, 1947, 1949, 1950, 1952, 1953, 1954, 1955, 1956, 1958, 1962, 1963, 1970, 1976, 1978, 1979, 1980, 1981, 1982, 1983, 1985, 1986, 1988, 1989, 1991, 1995, 1999, 2000, 2007, 2010, 2012, 2013, 2015, 2017, 2020, 2021, 2022, 2023, 2024, 2025. | 1916, 1917, 1918, 1921, 1923, 1928, 1929, 1934, 1935, 1940, 1943, 1944, 1948, 1951, 1966, 1967, 1968, 1969, 1972, 1974, 1975, 1977, 1984, 1987, 1990, 1993, 1994, 1996, 1998, 2001, 2003, 2004, 2008, 2009, 2011, 2014, 2016, 2018, 2019. |
| Torneo Inicio (8/12)          | 1928, 1931, 1932, 1939, 1947, 1949, 1950, 1954. | 1922, 1929, 1935, 1936, 1940, 1941, 1946, 1948, 1953, 1956, 1963, 1964. |
| Copa Minas Gerais (5/4)       | 1975, 1976, 1979, 1986, 1987. | 1973, 1982, 1983, 1985. |
| Copa Belo Horizonte (3/0)     | 1970, 1971, 1972. | |
| Copa de Campeones (FMF) (1/0) | 1974. | |
| Torneo Incentivo (FMF) (1/0)  | 1993. | |
| Copa Bueno Brandão (1/0)      | 1914. | |